# 河内永和駅

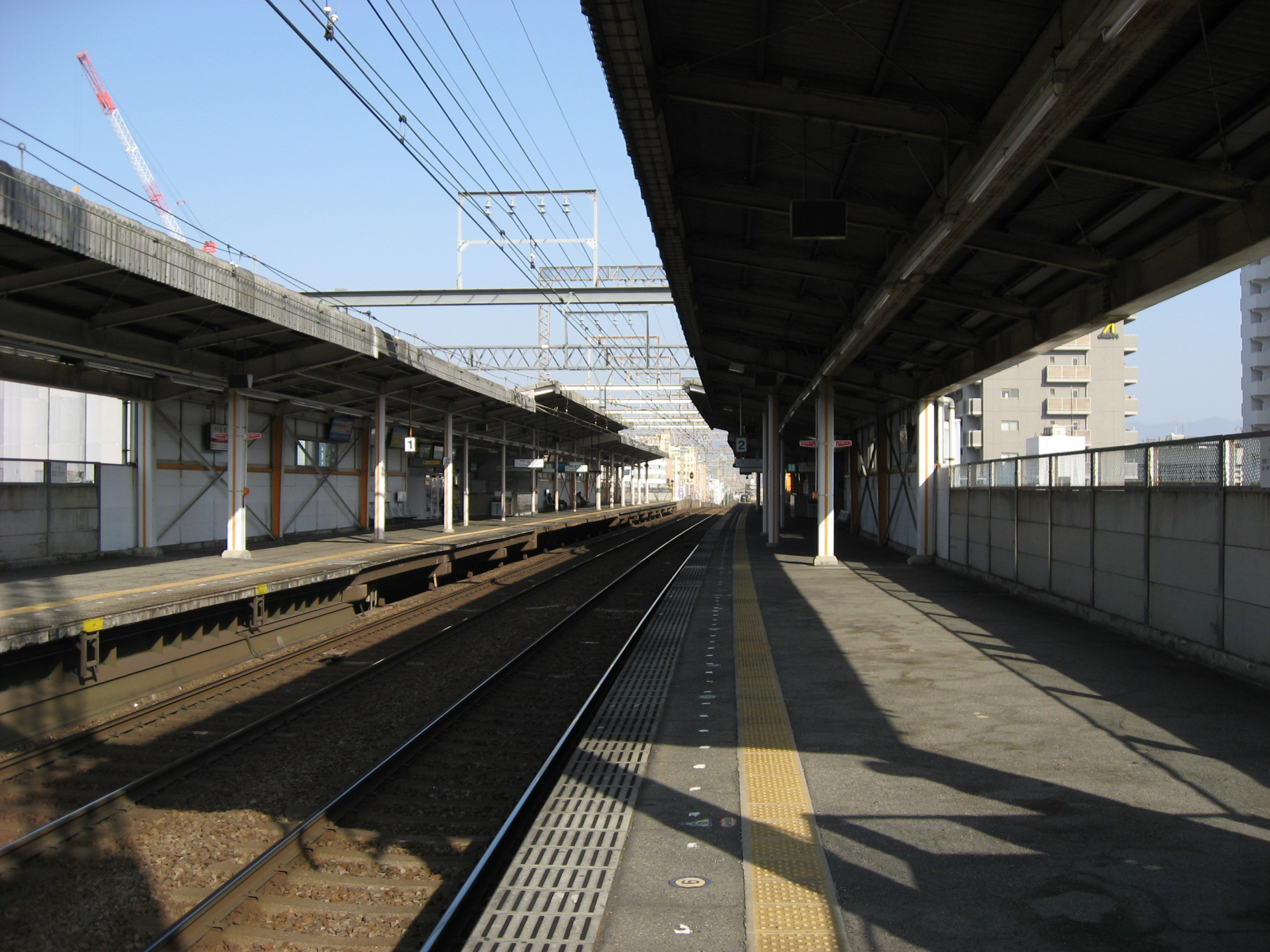
プラットホーム

河内永和駅（かわちえいわえき）は、大阪府東大阪市高井田元町一丁目にある近畿日本鉄道（近鉄）奈良線の駅。駅番号はA07。

## 歴史
1934年10月、布施町にひとのみち教団（現・パーフェクト リバティー教団）が仮本殿を落成し、その最寄り駅として1936年8月1日に開業した人ノ道駅を前身とする。1937年4月5日二代目教主の御木徳近は不敬罪で検挙され教団は解散を命じられる。4月22日には駅は廃駅（出典ママ）となる。なお1940年発行の大阪電気軌道株式会社三十年史には駅の存在が一言もふれられていなかった。

### 年表
- 1936年（昭和11年）8月1日：人ノ道駅（ひとのみちえき）として開業[6][7][8]。「ひとのみち教団」の仮本殿があったためで、開業当時は臨時駅だった。
- 1937年（昭和12年）4月22日：営業休止[6][9]。
- 1938年（昭和13年）2月1日：大軌永和駅と改称して営業再開、常設駅となる[10]。
- 1941年（昭和16年）3月15日：参宮急行電鉄との合併により関西急行鉄道の駅となる[11]。同時に河内永和駅へ改称[6]。
- 1944年（昭和19年）6月1日：会社合併により近畿日本鉄道の駅となる[11]。
- 1977年（昭和52年）6月26日：高架化完成。
- 2007年（平成19年）4月1日：ICカード「PiTaPa」の利用が可能となる[12]。
- 2008年（平成20年）3月15日：JRおおさか東線のJR河内永和駅が開業し、乗換駅となる[注 1]。

## 駅構造
相対式2面2線のホームを持つ高架駅。改札口は2階、ホームは3階にある。改札口は1か所のみ。
布施駅管理の有人駅で、PiTaPa・ICOCA対応の自動改札機および自動精算機（回数券カードおよびICカードのチャージに対応）が設置されている。

### のりば
| のりば | 路線     | 方向 | 行先               |
| ------ | -------- | ---- | ------------------ |
| 1      | A 奈良線 | 下り | 近鉄奈良方面       |
| 2      | A 奈良線 | 上り | 大阪難波・尼崎方面 |

## 利用状況
2023年11月7日における1日乗降人員は12,805人である。
2007年までは減少傾向にあったが、2008年にJR河内永和駅が開業して以降、増加傾向にある。
近年における1日乗降人員の推移は下表の通り。
| 年度               | 特定日利用状況 | 特定日利用状況 | 特定日利用状況 | 特定日利用状況 | 1日平均 乗車人員 | 出典       | 出典          | 出典            |
| 年度               | 調査日         | 乗車人員       | 降車人員       | 乗降人員       | 1日平均 乗車人員 | 近鉄       | 大阪府        | 東大阪市        |
| ------------------ | -------------- | -------------- | -------------- | -------------- | ---------------- | ---------- | ------------- | --------------- |
| 1990年（平成02年） | 11月06日       | 6,504          | 6,870          | 13,374         |                  |            | [ 大阪府 1 ]  |                 |
| 1991年（平成03年） | -              | -              | -              | -              |                  |            | [ 大阪府 2 ]  |                 |
| 1992年（平成04年） | 11月10日       | 6,411          | 6,730          | 13,141         |                  |            | [ 大阪府 3 ]  |                 |
| 1993年（平成05年） | -              | -              | -              | -              |                  |            | [ 大阪府 4 ]  |                 |
| 1994年（平成06年） | -              | -              | -              | -              |                  |            | [ 大阪府 5 ]  |                 |
| 1995年（平成07年） | 12月05日       | 5,919          | 6,488          | 12,407         |                  |            | [ 大阪府 6 ]  |                 |
| 1996年（平成08年） | -              | -              | -              | -              |                  |            | [ 大阪府 7 ]  |                 |
| 1997年（平成09年） | -              | -              | -              | -              |                  |            | [ 大阪府 8 ]  |                 |
| 1998年（平成10年） | 11月10日       | 5,701          | 6,293          | 11,994         |                  |            | [ 大阪府 9 ]  |                 |
| 1999年（平成11年） | -              | -              | -              | -              | 5,022            |            | [ 大阪府 10 ] | [ 東大阪市 1 ]  |
| 2000年（平成12年） | 11月07日       | 5,916          | 5,744          | 11,660         | 4,909            |            | [ 大阪府 11 ] | [ 東大阪市 1 ]  |
| 2001年（平成13年） | -              | -              | -              | -              | 4,840            |            | [ 大阪府 12 ] | [ 東大阪市 1 ]  |
| 2002年（平成14年） | -              | -              | -              | -              | 4,856            |            | [ 大阪府 13 ] | [ 東大阪市 1 ]  |
| 2003年（平成15年） | 11月11日       | 4,780          | 5,138          | 9,918          | 4,630            |            | [ 大阪府 14 ] | [ 東大阪市 1 ]  |
| 2004年（平成16年） | -              | -              | -              | -              | 4,568            |            | [ 大阪府 15 ] | [ 東大阪市 2 ]  |
| 2005年（平成17年） | 11月08日       | 4,623          | 4,850          | 9,473          | 4,431            |            | [ 大阪府 16 ] | [ 東大阪市 3 ]  |
| 2006年（平成18年） | -              | -              | -              | -              | 4,379            |            | [ 大阪府 17 ] | [ 東大阪市 4 ]  |
| 2007年（平成19年） | -              | -              | -              | -              | 4,332            |            | [ 大阪府 18 ] | [ 東大阪市 5 ]  |
| 2008年（平成20年） | 11月18日       | 4,752          | 4,971          | 9,723          | 4,846            |            | [ 大阪府 19 ] | [ 東大阪市 6 ]  |
| 2009年（平成21年） | -              | -              | -              | -              | 5,040            |            | [ 大阪府 20 ] | [ 東大阪市 7 ]  |
| 2010年（平成22年） | 11月09日       | 5,048          | 5,420          | 10,468         | 5,215            | [ 近鉄 1 ] | [ 大阪府 21 ] | [ 東大阪市 8 ]  |
| 2011年（平成23年） | -              | -              | -              | -              | 5,236            |            | [ 大阪府 22 ] | [ 東大阪市 9 ]  |
| 2012年（平成24年） | 11月13日       | 5,264          | 5,403          | 10,667         | 5,285            | [ 近鉄 2 ] | [ 大阪府 23 ] | [ 東大阪市 10 ] |
| 2013年（平成25年） | -              | -              | -              | -              | 5,379            |            | [ 大阪府 24 ] | [ 東大阪市 11 ] |
| 2014年（平成26年） | -              | -              | -              | -              | 5,342            |            | [ 大阪府 25 ] | [ 東大阪市 12 ] |
| 2015年（平成27年） | 11月10日       | 5,578          | 5,682          | 11,260         | 5,418            | [ 近鉄 3 ] | [ 大阪府 26 ] | [ 東大阪市 13 ] |
| 2016年（平成28年） | -              | -              | -              | -              | 5,509            |            | [ 大阪府 27 ] | [ 東大阪市 14 ] |
| 2017年（平成29年） | -              | -              | -              | -              | 5,509            |            | [ 大阪府 28 ] | [ 東大阪市 15 ] |
| 2018年（平成30年） | 11月13日       | 5,387          | 5,600          | 10,987         | 5,668            | [ 近鉄 4 ] | [ 大阪府 29 ] | [ 東大阪市 16 ] |
| 2019年（令和元年） | -              | -              | -              | -              | 6,592            |            | [ 大阪府 30 ] | [ 東大阪市 17 ] |
| 2020年（令和02年） | -              | -              | -              | -              | 5,543            |            | [ 大阪府 31 ] | [ 東大阪市 18 ] |
| 2021年（令和03年） | 11月09日       | 6,054          | 6,245          | 12,299         | 6,022            | [ 近鉄 5 ] | [ 大阪府 32 ] | [ 東大阪市 19 ] |
| 2022年（令和04年） | 11月08日       | 6,126          | 6,414          | 12,540         | 6,663            | [ 近鉄 6 ] | [ 大阪府 33 ] | [ 東大阪市 20 ] |
| 2023年（令和05年） | 11月07日       |                |                | 12,805         |                  | [ 近鉄 7 ] |               |                 |

## 駅周辺
旧布施市の官庁街として栄えたこともあり、駅周辺には公共施設が多い。
駅名は駅南側に広がる永和（えいわ）という地名に由来するが、かつては渋川郡永和村（ながにごむら）と呼ばれた。この周囲には荒川村に属する枝郷の三ノ瀬、長堂、横沼が点在していたが、江戸時代より荒川村からの独立を目指して長年争っていた。明治に入り、堺県令の税所篤は各集落の荒川村からの分離要求を受け入れ、三ノ瀬、長堂、横沼をまとめて一村とし、争いを収めて末永く平和であるようにと「永和」と名付け、読み方を「ながにご」とした。後に、長堂は東足代村に、三ノ瀬は荒川村に合併したため、永和村は旧横沼だけになった。1889年（明治22年）4月1日、町村制の施行により永和村などが合併して布施村が発足した際、横沼の北にある大字永和の読みは「えいわ」になった。
永和には1928年（昭和3年）にひとのみち教団が本部を置き、1934年（昭和9年）には教団の本殿が落成し、周囲には教団関連施設が立ち並んだが、1937年に解散命令が出された。同年12月、布施市は手狭になった旧布施町役場のかわりに、教団の小学校校舎だった建物を新市役所とし、以後この周囲に公共施設が集中することになる。

### 公共施設
- 東大阪法務合同庁舎
  - 東大阪区検察庁
  - 大阪法務局 東大阪支局
- 東大阪簡易裁判所
- 東大阪税務署
- 東大阪年金事務所
- 東大阪商工会議所
- 東大阪市立永和図書館
- 布施郵便局
  - ゆうちょ銀行 布施店
  - かんぽ生命保険 東大阪支店
- 社会福祉法人天心会 小阪病院

### 商業施設
- ポッポアベニュー（布施駅までの高架下）
- 永和駅前商店街
- 鴨高商店街
- 関西スーパー 永和店
- サンディ永和店
- ローソンストア100 河内永和駅前店
- セブンイレブン近鉄河内永和駅前店
- 関西みらい銀行 東大阪永和支店
- 京都銀行 東大阪支店
- 南都銀行 永和支店
- 大阪信用金庫 永和支店

### その他
- 大阪樟蔭女子大学 小阪キャンパス
- 大阪そろばん連盟本部
- JR河内永和駅 - JR西日本おおさか東線

## バス路線
大阪バスによって、駅北側のJRおおさか東線高架下付近に「東大阪永和駅」停留所が2021年7月1日より新設された。乗車降車共用となっている。
- 高速バス
  - 「東京特急ニュースター号」東京駅・北区王子駅（東京バスとの共同運行）

京都特急ニュースター号は2023年8月1日のダイヤ改正により当停留所への乗り入れは休止された。

## 隣の駅
近畿日本鉄道
A 奈良線
■快速急行・■急行・■準急・■区間準急
通過
■普通
布施駅 (A06) - 河内永和駅 (A07) - 河内小阪駅 (A08)
- 括弧内は駅番号を示している。